# Bourne (Massachusetts, város)
Bourne város az USA Massachusetts államában, Barnstable megyében. Lakosainak száma 20 452 fő (2020. április 1.).

## Népesség
A település népességének változása:
| Lakosok száma | 1442 | 18 721 | 19 754 | 20 452 |
|               | 1890 | 2000   | 2010   | 2020   |